# Interstate 610 (Louisiane)
L'interstate 610 est une autoroute inter-États de la Louisiane. Elle contourne par le nord le centre-ville de La Nouvelle-Orléans, et est une alternative à  l'interstate 10 traversant le centre-ville. Ses extrémités sont sa jonction avec l'interstate 10 et elle a une longueur de 4.5 miles, ou 7,2 km.

## Description du tracé
À partir de l'ouest, l'Interstate 610 débute à la limite de Jefferson et d'Orléans, également la limite entre Metairie et La Nouvelle-Orléans. Débutant comme une autoroute à quatre voies, l'I-610 quitte l'I-10 à la sortie 230 et croise le 17th Street Canal pour arriver dans le quartier de Lakeview. Alors que l'I-10 se dirige vers le sud pour rejoindre le Central Business District, via la Pontchartrain Expressway, l'I-610 continue vers l'est via un échangeur. Juste à l'est, la sortie 1A permet l'accès au Canal Boulevard à Lakeview.
S'élargissant à six voies, l'I-610 commence à longer la Norfolk Southern Railway et croise l'Orleans Avenue Drainage Canal entre Lakeview et City Park. Après avoir longé le Pan American Stadium, l'I-610 traverse Bayou St. Jean et devient une autoroute surélevée ensuite. Puis, il y a un échangeur avec US 90. Cette sortie est une sortie partielle, ne donnant accès à la route que par l'est.
Près de la fin de son trajet, l'I-610 est réduite à quatre voies lorsqu'elle passe l'échangeur avec Franklin Avenue. L'I-610 prend une légère courbe vers le nord pour se connecter à nouveau avec l'I-10.

### Classification de la route et données

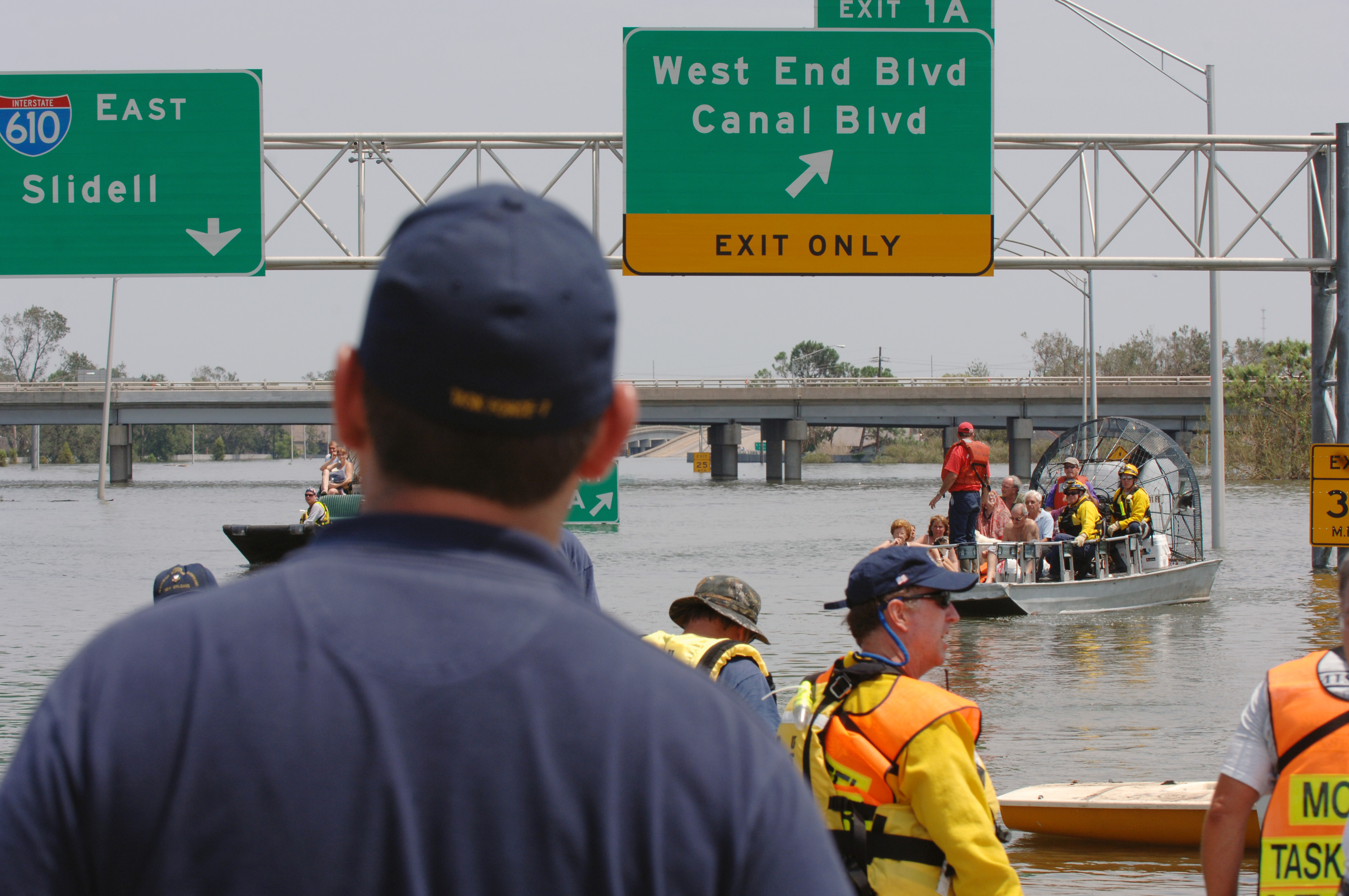
Inondation sur l'I-610 à la suite de l'ouragan Katrina en 2005

L'I-610 est classifiée comme une autoroute urbaine. Le débit journalier moyen annuel en 2013 est situé entre 68 000 et 70 900 véhicules sur tout son tracé.

## Histoire
L'idée pour l'I-610 remonte aux années 1950, lorsqu'une firme de consultants a proposé de construire l'autoroute. Le débat principal demeurait le fait que l'autoroute allait couper le City Park.
L'État a acheté le droit de passage dans le parc en 1966 et a commencé la construction en 1971. En 1972, une poursuite a été intentée en alléguant une loi qui interdit le passage d'une autoroute dans un parc, à moins qu'il n'y ait pas d'autres alternatives. L'État a eu gain de cause et l'I-610 a été complétée à la fin des années 1970.

## Liste des sorties
| Interstate 610    |                                     |      |      |        |                                                         |                                                             |
| Paroisse          | Municipalité                        | mi   | km   | Sortie | Intersections / Destinations                            | Notes                                                       |
| Jefferson         | Limite Metairie–La Nouvelle-Orléans | 0,00 | 0,00 |        | I-10 ouest – Baton Rouge                                | Terminus ouest; sortie 230 de l'I-10                        |
| Orléans           | La Nouvelle-Orléans                 | 0,22 | 0,35 | 1A     | West End Boulevard / Canal Boulevard                    | Pas de sortie pour West End Boulevard en direction ouest    |
| Orléans           | La Nouvelle-Orléans                 | 0,56 | 0,90 | 1B     | I-10 est – Quartier des affaires de La Nouvelle-Orléans | Sortie en direction ouest seulement                         |
| Orléans           | La Nouvelle-Orléans                 | 2,57 | 4,13 | 2A     | St. Bernard Avenue                                      | Sortie direction est, entrée direction ouest                |
| Orléans           | La Nouvelle-Orléans                 | 3,25 | 5,23 | 2C     | Paris Avenue                                            | Sortie direction ouest, entrée direction est                |
| Orléans           | La Nouvelle-Orléans                 | 3,48 | 5,61 | 2B     | US 90 ouest (New Orleans Street, North Broad Street)    | Sortie direction ouest, entrée direction est                |
| Orléans           | La Nouvelle-Orléans                 | 3,75 | 6,04 | 3      | LA 3021 (en) (Elysian Fields Avenue)                    | Vers Dillard University et l'Université de Nouvelle-Orléans |
| Orléans           | La Nouvelle-Orléans                 | 4,27 | 6,87 | 4      | Franklin Avenue                                         | Sortie direction est, entrée direction ouest                |
| Orléans           | La Nouvelle-Orléans                 | 4,59 | 7,39 |        | I-10 est – Slidell                                      | Terminus est; sortie 238B de l'I-10                         |
| - Accès incomplet |                                     |      |      |        |                                                         |                                                             |